# Jaskinia lawowa

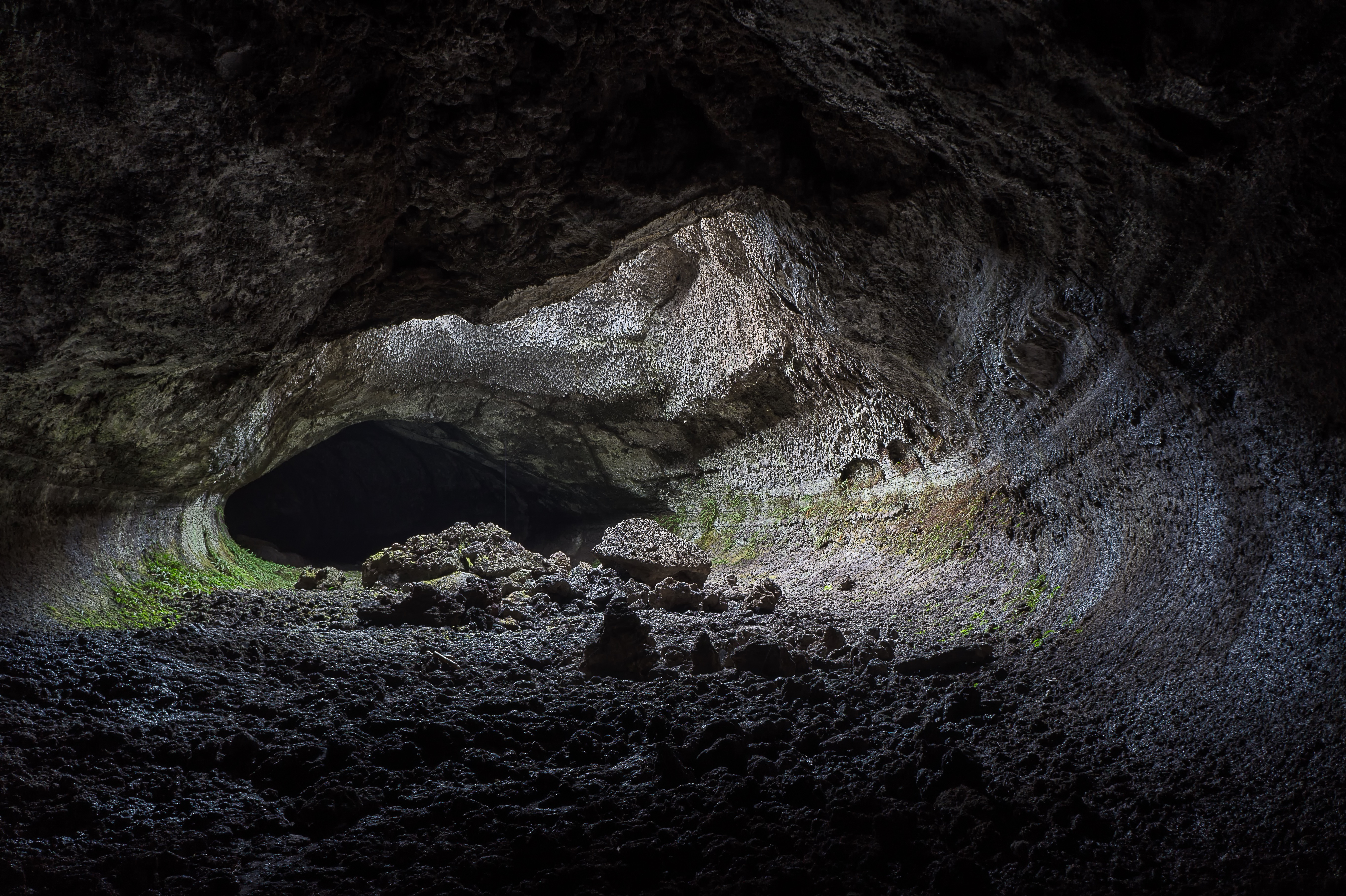
Grotta dei Lamponi, tunel lawowy na zboczu Etny

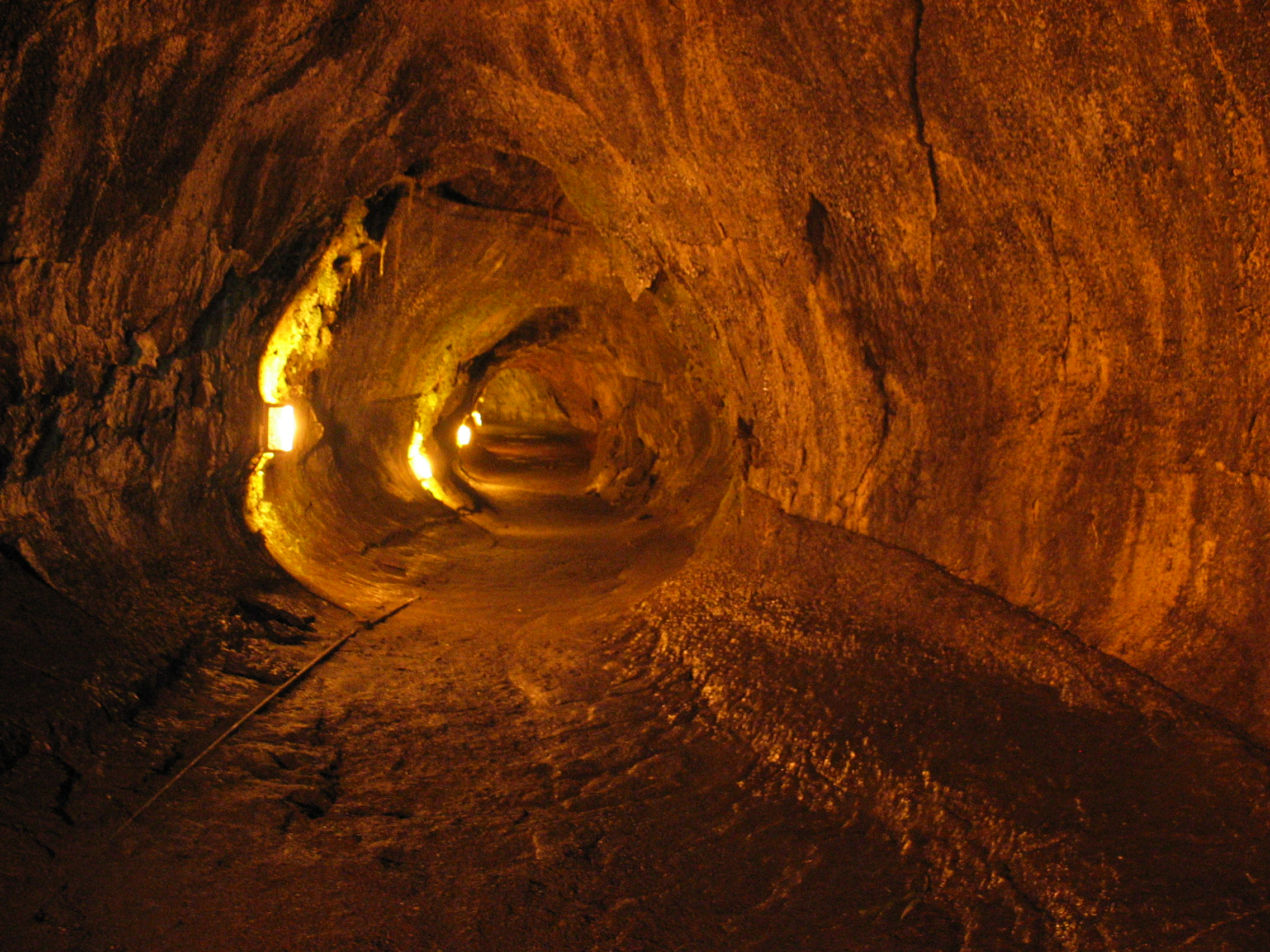
Nieczynny tunel lawowy w Parku Narodowym Wulkany Hawaiʻi

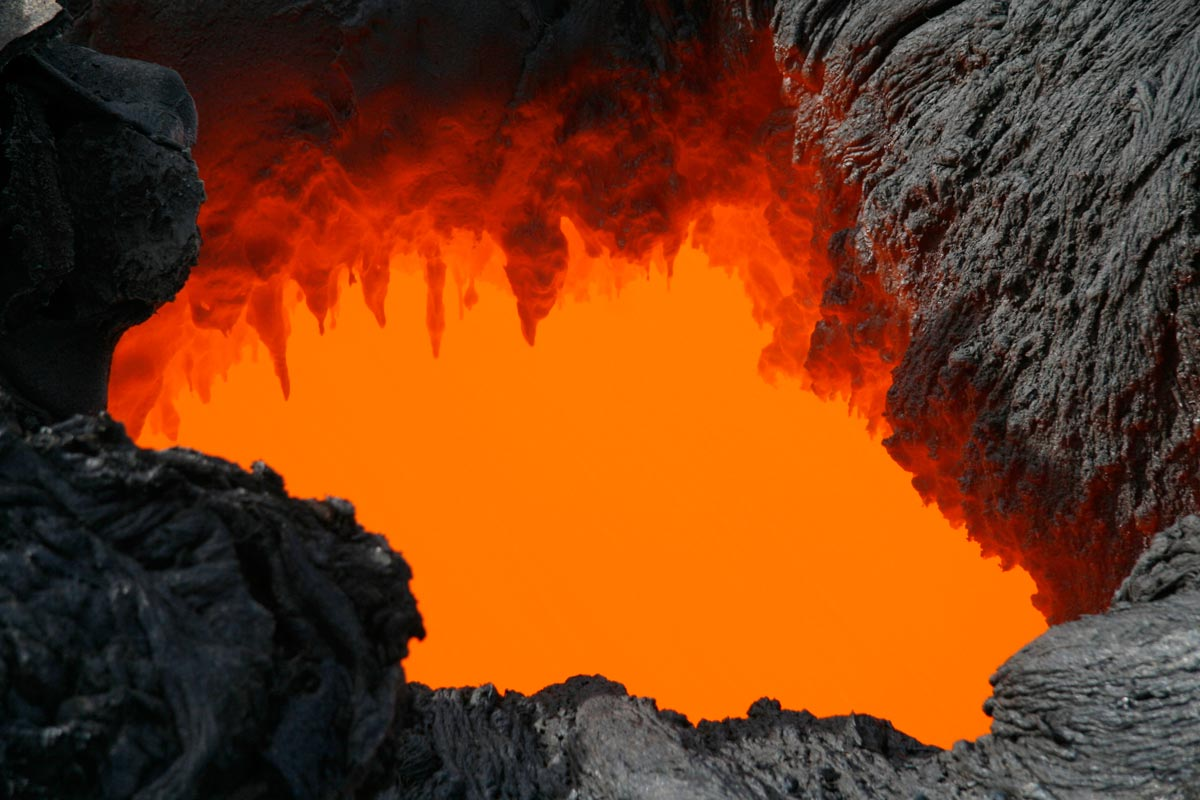
Otwór tunelu lawowego na Hawajach, którym wciąż płynie lawa. Widoczne są lawowe stalaktyty.

Jaskinia lawowa – naturalny tunel, utworzony przez lawę pod powierzchnią ziemi. Wypływa ona z wulkanu podczas jego erupcji. Tunele mogą odprowadzać lawę wulkaniczną ze źródła, bądź być pozostałością tego procesu w przeszłości.

## Geneza
Jaskinie lawowe o pokroju tuneli tworzą się, gdy lawa o niskiej lepkości zastyga na powierzchni, podczas gdy we wnętrzu wciąż trwa przepływ. Ściany tunelu pogrubiają się wraz ze stygnięciem skał, ale trwający przepływ może powodować topnienie skał położonych niżej, obniżając dno tunelu i jednocześnie podwyższając ściany.

## Położenie
Jaskinie lawowe są obecne w tych częściach świata, gdzie występują wypływy lawy typu pahoehoe, szczególnie na wyspach wulkanicznych. Do najdłuższych znanych tuneli lawowych na świecie należą:
- Kazumura Cave na Hawajach – 61 420 m długości
- Cueva del Viento na Teneryfie – 17 032 m
- Grutta das Torres na Azorach – 5150 m
- Ape Cave w stanie Waszyngton w USA – 3978 m
- Surtshellir na Islandii – 1970 m

### Poza Ziemią

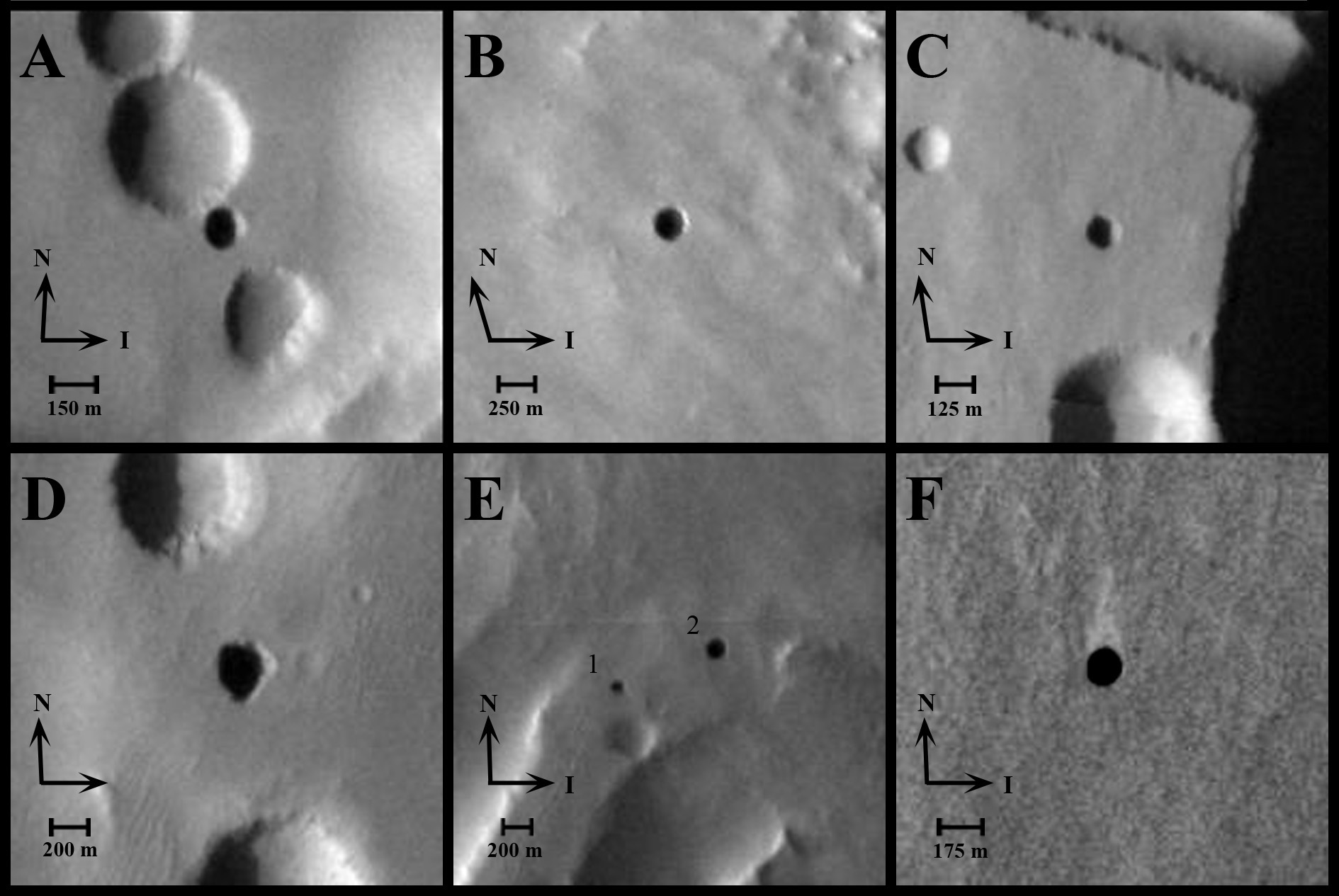
Prawdopodobne otwory jaskiń lawowych na zboczach wulkanu Arsia Mons na Marsie, widziane z orbity.

Jaskinie lawowe zostały odkryte także na Księżycu i Marsie, dzięki obserwacjom z orbity. Księżycowe tunele lawowe są uważane za jedno z lepszych miejsc do założenia bazy i rozpoczęcia kolonizacji Księżyca, jako że dają naturalną ochronę przed promieniowaniem i ekstremalnymi zmianami temperatury na powierzchni. Podobnie tunele lawowe na Marsie mogą w odległej przyszłości posłużyć kosmonautom jako schronienie przed promieniowaniem, mikrometeorytami i surowymi warunkami pogodowymi na powierzchni planety. Ze względu na niższe ciążenie, tunele lawowe na Księżycu mogą mieć znacznie większe rozmiary niż na Ziemi, osiągając teoretycznie nawet 5 km szerokości. Podobna możliwość, choć w mniejszej skali, zachodzi także na Marsie.